# بارتون كايل يونت
بارتون كايل يونت (بالإنجليزية: Barton Kyle Yount)‏ هو عسكري أمريكي، ولد في 18 يناير 1884 في تروي في الولايات المتحدة، وتوفي في 11 يوليو 1949 في سيدونا في الولايات المتحدة.